# 5 Gyres
Het 5 Gyres Institute is een organisatie die zich richt op het verminderen van plasticvervuiling door zich te concentreren op primair onderzoek. De programma's concentreren zich op wetenschap, onderwijs en avontuur (onderzoeksexpedities voor burgerwetenschappers). Sinds 2017 heeft 5 Gyres een speciale consultatieve status bij de Economische en Sociale Raad van de Verenigde Naties. De 2015-expeditie van de organisatie was te zien in de documentaire Smog of the Sea 2017, geproduceerd door Jack Johnson, die deelnam aan de reis.
5 Gyres werd opgericht door Anna Cummins en Marcus Eriksen. Eriksen en Cummins zijn sprekers op universiteiten en in nieuwsverhalen. Anna Cummins is ook bekroond met de Golden Goody Award, tijdens een bijeenkomst van het Los Angeles Chapter van de USNC voor UN WOMEN First Annual Special Assembly. Vóór de oprichting van 5 Gyres hadden Cummins en Eriksen gewerkt bij de Algalita Marine Research Foundation, met oprichter Charles J. Moore, die een wetenschappelijk adviseur is voor 5 Gyres.
Vanaf 2016 wordt de organisatie geholpen door Rachel Lincoln Sarnoff; zij is de voormalige uitvoerend directeur van Healthy Child Healthy World, nu een programma van de Environmental Working Group.
5 Gyres was een van de twee organisaties die expedities stuurde om de plasticsoep in de Noordelijke Grote Oceaan te onderzoeken. 5 Gyres presenteerde hun resultaten in het Aquarium of the Pacific en werd aangehaald als een bron voor het schatten van de grootte van de gyres. 5 Gyres legde hun activiteiten uit tijdens een radio-uitzending van National Aquarium, die te zien was op de website van het Two Oceans Aquarium en bereidde tips voor over het verminderen van plasticverbruik. 5 Gyres werkte ook samen met milieukunstenaar Marina DeBris om trashion te gebruiken om mensen bewust te maken van het afval in de oceaan.
5 Gyres was de eerste organisatie die plasticvervuiling onderzocht in alle vijf de belangrijkste subtropische gyren en was de eerste om te bepalen hoeveel plastic zich aan het oppervlak van de oceanen bevindt: bijna 270.000 ton en 5,25 biljoen deeltjes. Ze publiceerden dit onderzoek als de Global Estimate of Plastic Pollution in 2014, die opnieuw bijgewerkt werd in 2018. Historisch gezien heeft de groep reizende tentoonstellingen georganiseerd, waaronder op universiteiten en met educatieve discussies. In 2016 bereikten hun onderwijspresentaties 3000 studenten via het programma "Every Kid in a Park".
In 2012 ontdekte 5 Gyres als eerste dat plastic microbeads (vaak te vinden in producten voor persoonlijke verzorging zoals tandpasta en exfoliërende zeep) onze waterwegen vervuilden. 5 Gyres gebruikte die studie om een coalitie te smeden die bedrijven zoals Procter & Gamble, Johnson & Johnson en L'Oreal overtuigde om plastic microbeads geleidelijk af te bouwen. Na slechts twee jaar groeide de campagne uit tot een nationale beweging, die culmineerde in een keerpuntzege toen president Obama eind 2015 de Microbead-Free Waters Act goedkeurde.
Deze overwinning onderstreepte het 5 Gyres-model van het gebruik van wetenschap om oplossingen aan te dragen, en vormde de basis voor de benadering van de organisatie om het bewustzijn over polystyreen en plastic vervuiling met styrofoam te vergroten via hun #foamfree actiecampagne van 2017.
Met meer dan 100 gemeenschappen in Californië die een polystyreenverbod oplegden, en een stemming over een verbod in de gehele staat in 2018, ziet 5 Gyres polystyreen als een natuurlijk verlengstuk van het momentum dat begon met microbeads.